# Epafra
Epafra, in greco Ἐπαφρᾶς (... – Colossi, 80), fu vescovo di Colossi al tempo della predicazione di san Paolo. È venerato come santo.

## Biografia
Diffuse il Vangelo fra i suoi concittadini di Colossi (Colosessi 1,7; 4,12). Quando san Paolo era imprigionato a Roma, Epafra si recò da lui portando notizie positive della Chiesa di Colossi. Stette con Paolo a Roma e gli fu compagno nella prigionia (Filemone 1,23). Paolo testimonia le sue preghiere per i Colossesi e il suo servizio alla Chiesa sia in patria sia a Laodicea e Hierapolis (Colossesi 4,12-13).
È ritenuto il primo vescovo di Colossi e che abbia subito il martirio intorno all'anno 80.

## Culto
Secondo Cesare Baronio Epafra sarebbe sepolto presso la basilica di Santa Maria Maggiore a Roma: le spoglie sarebbero state portate a Roma da monaci greci al tempo di Leone III Isaurico.
La memoria liturgica di sant'Epafra è celebrata il 19 luglio secondo il Martirologio Romano:
(Martirologio Romano)